# Joachim Ulric Voyer
Œuvres principales
Opéra L'Intendant Bigot
Joachim Ulric Voyer, né le 5 juillet 1892 dans le quartier Saint-Roch à Québec (province de Québec) et mort le 8 janvier 1935 à l'âge de 42 ans dans cette ville où il vécut toute sa vie, est un compositeur d’opéra canadien. Il composa quelques opéras, dont L’Intendant Bigot, créé à Montréal les 5 et 7 février 1929 et considéré comme l'un des premiers opéras canadiens.

## L'Intendant Bigot, opéra historique canadien

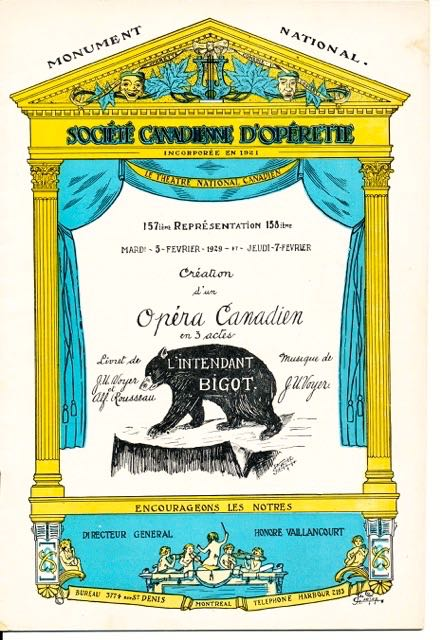
Programme de L'Intendant Bigot (Montréal 1929)

L'Intendant Bigot a été créé sous le patronage de l'honorable d'Athanase David, secrétaire provincial, par la Société canadienne d'opérette fondée par Honoré Vaillancourt, son directeur général  et  M. Albert Roberval, directeur artistique qui a monté et dirigé cet opéra avec la participation de plusieurs membres de cette société.  Cet opéra fut créé le 5 février 1929 au Monument national de Montréal « devant une assistance record » et repris le lendemain avec autant de succès. Trois autres représentations furent présentées à guichet fermé à l'Auditorium de Québec : en matinée et soirée le samedi 23 mars, et le dimanche 24 mars en présence de nombreuses personnalités dont Sir Lomer Gouin, Lieutenant-Gouverneur et ex-premier ministre de la province, et madame Louis-Alexandre Taschereau, épouse du premier ministre. L'opéra présenté à Québec a été dirigé par Edmond-J. Trudel et le rôle-titre a été confié à M. Arnold Becker de la San Carlo Opera de New York.
L'opéra L'Intendant Bigot évoque les années d’oppression subies par le peuple sous la gouverne de l'Intendant Bigot, dernier intendant de la Nouvelle-France, et de ses complices qui furent rapatriés en France, condamnés à de lourdes peines pour corruption et dépossédés de leurs biens. L'opéra fait référence à « cette période qui s'étend de 1755 à 1760 où François Bigot, intendant de justice, de police et de finance avait tous les pouvoirs pour multiplier ses oppressions, pour étaler son luxe fastueux de grand joueur et de grand viveur, et, suivant les appétits qu'il voulait satisfaire, aller jusqu'au crime pour dénoncer les plus sombres intrigues ».

### Personnages et distribution de l'opéra L'Intendant Bigot

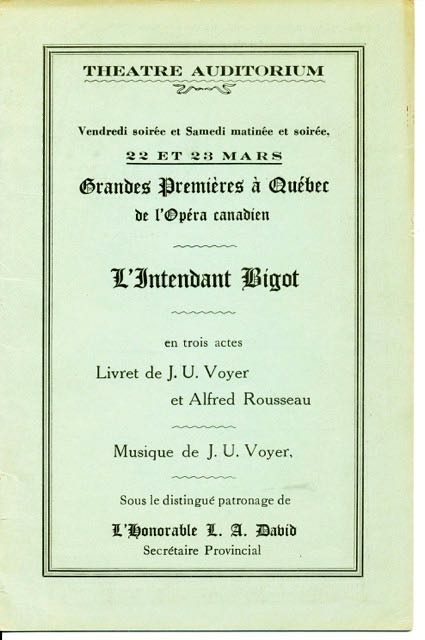
Programme de L'intendant Bigot (Québec 1929)

Le libretto de J.-U. Voyer et Alfred Rousseau, met en scène des personnages historiques tels François Bigot, dernier intendant de la Nouvelle-France et sa maîtresse Madame Péan, Angélique Renaud d'Avène des Méloïses surnommée La Pompadour du Québec, épouse de Michel Jean Hugues Péan, bras droit de Bigot ainsi que le marquis Gaston de St-Germain. 
La scène se passe à Québec en 1758.
Plusieurs personnages fictifs donnent un aspect dramatique, historique et symbolique à cet opéra. Dans une note manuscrite datant du 28 mai 1928 et publiée dans le programme d'une lecture publique pour les enfants du compositeur qui n'avaient jamais entendu son œuvre depuis sa mort, J.-Ulric Voyer décrit ainsi les personnages et l'intrigue de cette œuvre :
- Gemma, fille de Dumas et fiancée de Raymond, est l'image de la France qu'on  a traitreusement tuée chez nous. (Rôle tenu par Marie-Rose Descarries à Montréal et Québec)[13]
- Raymond, chasseur fiancé de Gemma, est le peuple souffrant et révolté qui jure de se venger un jour. (Rôle tenu par P. Trottier  à Montréal et Québec)
- Gaston de St-Germain, marquis, est le représentant de la noblesse ayant encore conservé sa dignité. (Rôle tenu par Charles-E. Brodeur à Montréal et Paul Trottier à Québec)
- Dumas, le père de Gemma, est le peuple opprimé (Rôle tenu par Émile Lamarre à Montréal et J. E. A. Cloutier à Québec)
- Madame Péan, amie et maîtresse de Bigot, est la Pompadour canadienne (Rôle tenu par Jeanne Maubourg-Roberval à Montréal et Madame Dupuis-Becker à Québec)
- Rosine, amoureuse du Marquis de Saint-Germain, est une fleur de la noblesse (Rôle tenu par Caro Lamoureux à Montréal et à Québec)
- Bigot, connu sous le nom de l'Ours-Noir, est une tache à notre glorieuse histoire (Rôle tenu par Arnold Becket à Montréal et Québec)

(Toinon, Alice, trois bandits, des nobles, des militaires, des paysans, des domestiques, des chasseurs et le peuple complètent cette distribution et constituent les chœurs)
"Puisse cette œuvre, écrit J.-Ulric Voyer, si elle communique à l'auditeur un regret amer à la vue de cette innocente victime qui eut mérité d’être heureuse chez nous toujours, lui bien faire comprendre aussi que la France n'est pas morte de sa belle mort, mais qu'on l'a tuée, malgré nous. Une finale sans cette innocente victime eût été facilement trouvée. Mais l'histoire est là qui, quelques jours après cette légende, faisait une belle et grande victime. La séparation fut cruelle, si cruelle, qu'après 168 ans, au fond du cœur de tous les canadiens-français, il y a encore un regret amer, une espérance, un Je me souviens...»

### Le Libretto
Voici le synopsis de chacun des actes de l'opéra:
- Premier acte

Le premier acte a pour décor la côte de Beaupré où Bigot est à son pavillon de chasse vers 1758 en compagnie du marquis de St-Germain à qui il doit une forte somme. Le marquis accepte d'effacer cette dette si Bigot parvient à convaincre Gemma à l'épouser. Mais Gemma aime Raymond, un jeune chasseur, et refuse la demande de Bigot.
- Second acte

Le second acte a pour décor l'hôtellerie de Dumas, le père de Gemma, où Bigot et le marquis tentent en vain de convaincre Gemma. En partant, le marquis oublie un gant que trouve Raymond qui fait une crise de jalousie et se sépare de Gemma.
- Troisième acte

Au troisième acte, une fête est organisée chez Bigot et Gemma y est invitée. Bigot planifie son enlèvement par trois bandits pour l'amener de force à son pavillon. Lors de l'enlèvement, Gemma est mortellement blessée et un des bandits arrêtés révèle le complot. Furieuse, une foule capture Bigot et l'écrase sous un banc.

### Appréciation de l’œuvre
Les cinq représentations de l'opéra L'Intendant Bigot firent salle comble, furent bien accueillies par la presse et bénéficièrent d'une importante couverture médiatique. Plusieurs artistes soulignèrent les qualités de l’œuvre dont Wilfrid Pelletier, chef d'orchestre au Metropolitan Opera de New York qui dit à l'auteur : « Vous possédez une écriture théâtrale, et c'est là chose extrêmement rare, non seulement aux États-Unis, mais en Europe de nos jours » M. Honoré Vaillancourt, directeur général de la Société canadienne d'opérette, considéra même que l'auteur est « le premier Canadien qui ait produit une œuvre lyrique mise à la scène sous la forme d'un opéra »  alors qu'Arnold Becker de la San Carlo Opera de New York souligna que l'auteur « possède les facultés dites extramusicales sans lesquelles tout compositeur, quelque capable qu'il fût, s'appela-t-il même Schubert, serait incapable de faire triompher ses pièces. » L’œuvre suscita toutefois, dans les pages de la revue La Lyre de mai 1929, de vives controverses initiées par des artistes professionnels reconnus, forçant le comité de rédaction à intervenir. « À l'occasion de la représentation de «L'Intendant Bigot», il y eut des polémiques déplorables, écrivit-il. [ ] Malheureusement, des arguments personnels, où la musique n'avait rien à voir, rien à gagner, ont été présentés. [ ] Nous n'avons jamais dit que M. Voyer, autodidacte, ait produit un chef-d’œuvre, pas plus que nous n'avons dit que M. Voyer n'ait donné, dans sa partition, de crocs-en-jambe aux règles de la prosodie musicale, conclut-il ».

### Formation musicale
J.-Ulric Voyer n'était pas un musicien professionnel. Il travailla durant 21 ans, comme publiciste de la maison J.-B. Renaud et regrettait de n'avoir pu consacrer toute sa vie à la musique. Il fut directeur artistique du poste de radio CHRC. 
Il fit des études chez Wallace, étudia les lois de la composition musicale avec M. Lefrançois, organiste de St-Roch,  et étudia le piano avec M. Hudson. À Montréal, il étudia l'orgue et l'harmonie avec Léon Dessane et Auguste Descarries. 

### 1996: redécouverte à l'Institut canadien de Québec

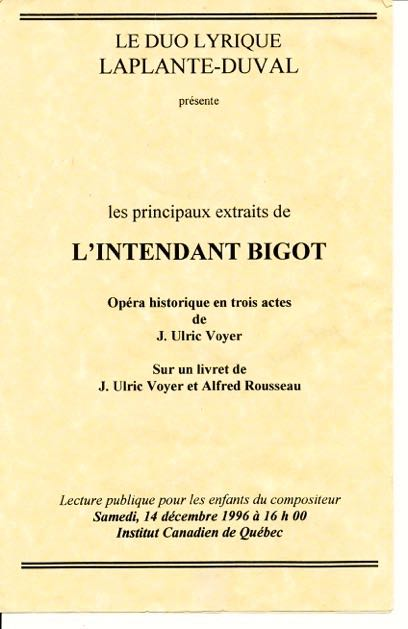
Programme de L'Intendant Bigot (Québec 1996)

1996 marque la redécouverte de l'opéra L'Intendant Bigot. À l'Institut canadien de Québec, c'est devant 75 descendants et amis du compositeur que sont présentés onze extraits de l'opéra par Bruno Laplante et France Duval accompagnés au piano par Hélène Marceau.  Aucun des spectateurs, à l'exception de deux de ses enfants, n'avait jamais entendu que deux extraits de l’œuvre sur disque 78 R/PM et ses propres enfants étaient émus d'entendre ces extraits pour la première fois.  

### 1998: dans le cadre des Fêtes de la Nouvelle-France

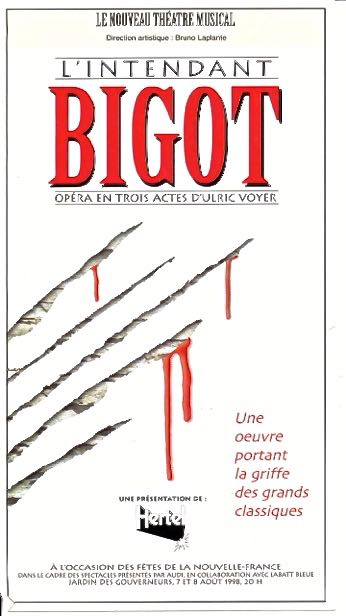
Programme de L'Intendant Bigot (Québec 1998)

Le 7 août 1998, au Jardin des Gouverneurs dans le Vieux-Québec, à l'ombre du Château Frontenac, de 800 à 1000 personnes assistent à une version concert de l'Intendant Bigot, dont 8 de ses enfants encore vivants qui assistent à la représentation pour une première fois. Organisé dans le cadre des Fêtes de la Nouvelle-France, les 7 et 8 août en soirée, cet événement bénéficie d'une grande visibilité. La distribution comprend une vingtaine de chanteurs sous la direction artistique et musicale de Bruno Laplante. Accompagnés par 25 musiciens de l'Orchestre symphonique de Québec sous la direction de Gilles Auger, les principaux interprètes sont Manuel Blais, baryton, Réginald Côté, ténor, France Duval, soprano, Benoît Gendron, ténor, Bruno Laplante, baryton, Line Malenfant, soprano et Sébastien Ouellet, baryton. Malgré l'absence de décors, mais avec les interprètes tous costumés, les deux soirées furent animées avec succès par Jacques Boulanger qui était responsable de la narration.
Une vingtaine de membres de la Société lyrique de la Nouvelle Beauce formaient les chœurs. France Duval, une des principales interprètes,  considère que la musique est de facture classique et est très vocale, exigeant un bon registre de la part des interprètes. Elle affirme ne pas connaître « d'autre exemple d'un opéra de cette envergure écrit par un Québécois, l'importance de l’œuvre dépasse sa valeur artistique. Ça fait partie de notre héritage culturel ».
Pour souligner l'événement avec les descendants du compositeur et quelques interprètes, un brunch fut organisé le dimanche 9 août à Val-Bélair par Claire Voyer Allard, sa plus jeune fille.

### Enregistrements et publications
En 1929, deux extraits de L'Intendant Bigot sont enregistrés sous étiquette Starr: « Romance du marquis » chanté par C. E. Brodeur et « Dans un petit village » chanté par Marie-Rose Descarries. « En moins deux mois, écrit l'équipe de rédaction de la revue La Lyre, il a été vendu plus de MILLe copies de l'extrait « Dans un petit village », chanté si gentiment par Mlle Marie-Rose Descarries. Pour nous qui sommes depuis 26 ans dans la musique à Montréal, nous croyons que c'est un record de vente qui n'a jamais été atteint par une œuvre canadienne, dans ce laps de temps».
Le 30 octobre 1929, au Steinway Hall, la soprano Audrie Rubanny, accompagnée du pianiste Edgar Goodaire, intègre « Dans un petit village » à son récital où figuraient aussi des pièces de Debussy, Gabriel Fauré et Rupès.
En 1997, l'extrait « Ô mon ami, veuille le dire encore » est enregistré par le Duo Laplante-Duval sur le CD l'Opérette française. Ce même extrait est incorporé à leur récital et sera chanté lors de leur tournée européenne à Paris, Vienne, Zagreb, Belgrade et Budapest ainsi qu'au Brésil, au Mexique et au Venezuela. 
Outre la publication du livret de L'Intendant Bigot, rien n'a été publié sur cette œuvre par l'auteur de son vivant. 
Ce n'est qu'en 2000 que le Nouveau théâtre musical publie, en collaboration avec la Société des amis d'Ulric Voyer, la partition de chant et les arrangements pour voix et piano de L'Intendant Bigot. Le Nouveau théâtre musical publie aussi en 2007, quelques partitions de chant : « Ronde de l'Ours Noir » récit et air pour voix de basse et piano, « Quel sublime décor » pour voix de baryton et piano, « Dans un petit village » pour voix de soprano et piano et « Dans l'abandon, les noirs regrets » récit et romance pour voix de ténor et piano.

## Autres œuvres
- La duchesse en sabots : cet opéra-comique en un acte, mettant en scène 45 figurants, a été présenté les 8 et 9 novembre 1920 au profit de l'église paroissiale de Saint-François d'Assise, à Québec[32]
- Petit Mouton : composé de 1920 à 1923, cet opéra-comique en 4 actes n'a jamais été créé. Un manuscrit de 144 pages d'orchestration est conservé dans les archives familiales, ainsi que quelques partitions de violon et de chant[32].
- Triste réalité : les 10 et 11 avril 1923, à l'Académie de St-Sauveur, fut présentée la pièce de théâtre « Triste réalité », œuvre dramatique en 3 actes de J.-Ulric Voyer. La scène se passe dans Saint-Sauveur (quartier), dans de la ville de Québec et est interprétée par le Cercle dramatique Legault[33].
- Jean-Marie : à la même occasion furent présentés des extraits de l'opéra Jean-Marie, composé par J.-Ulric Voyer. Le livret fut écrit en collaboration avec Alfred Rousseau[34]. Le ténor François-Xavier Mercier qui a dirigé cet opéra, considère que « l'intrigue est bonne, les scènes bien organisées et la musique d'une originalité et d'une vérité surprenante. C'est un véritable opéra que je n'hésite pas à placer à côté des œuvres bien connues, écrit-il[35].
- Mademoiselle de Lanaudière : cet opéra-comique en 3 actes et 4 tableaux fut composé en 1930, mais ne fut jamais créé en raison du décès prématuré du compositeur[20]. Le livret a été écrit par Henri Deyglun et l'orchestration fut révisée par G.-E. Lefebvre. Ne subsiste qu'un manuscrit de 205 pages conservé par Bibliothèque et Archives nationales du Québec[36] et un manuscrit de 333 pages conservé dans les archives familiales.
- Partitions publiées : au début de sa carrière, quelques partitions ont été publiées, dont « Si vous m'aimez un peu », une mélodie dédiée à A. B. (Alice Bédard), et « Prends garde à l'amour - Valse »  publiées en 1913. En 1914, « Si tu savais » est publiée par John T. Hall Music et une valse chantée dédiée à Mlle Alice Bédard « Je te dirais - Je t'aime » est publiée aux Éditions Le passe-temps de Montréal[37].

## Décès prématuré du compositeur
Il meurt subitement à 42 ans foudroyé par une congestion pulmonaire, laissant sa femme, Alice Bédard, avec ses quinze enfants, le plus jeune n'ayant que neuf mois.
Une épigraphe, à la mémoire du compositeur, a été apposée le 14 septembre 2006 sur la façade de la maison qu'il a habitée au 170, 13e Rue, dans le quartier Limoilou à Québec.

## Hommages
- Une plaque "Ici vécut" de la ville de Québec est présente au 170, 13e rue, en son honneur, pour indiquer son ancien lieu de résidence.